# 드니프로 홀로우니역

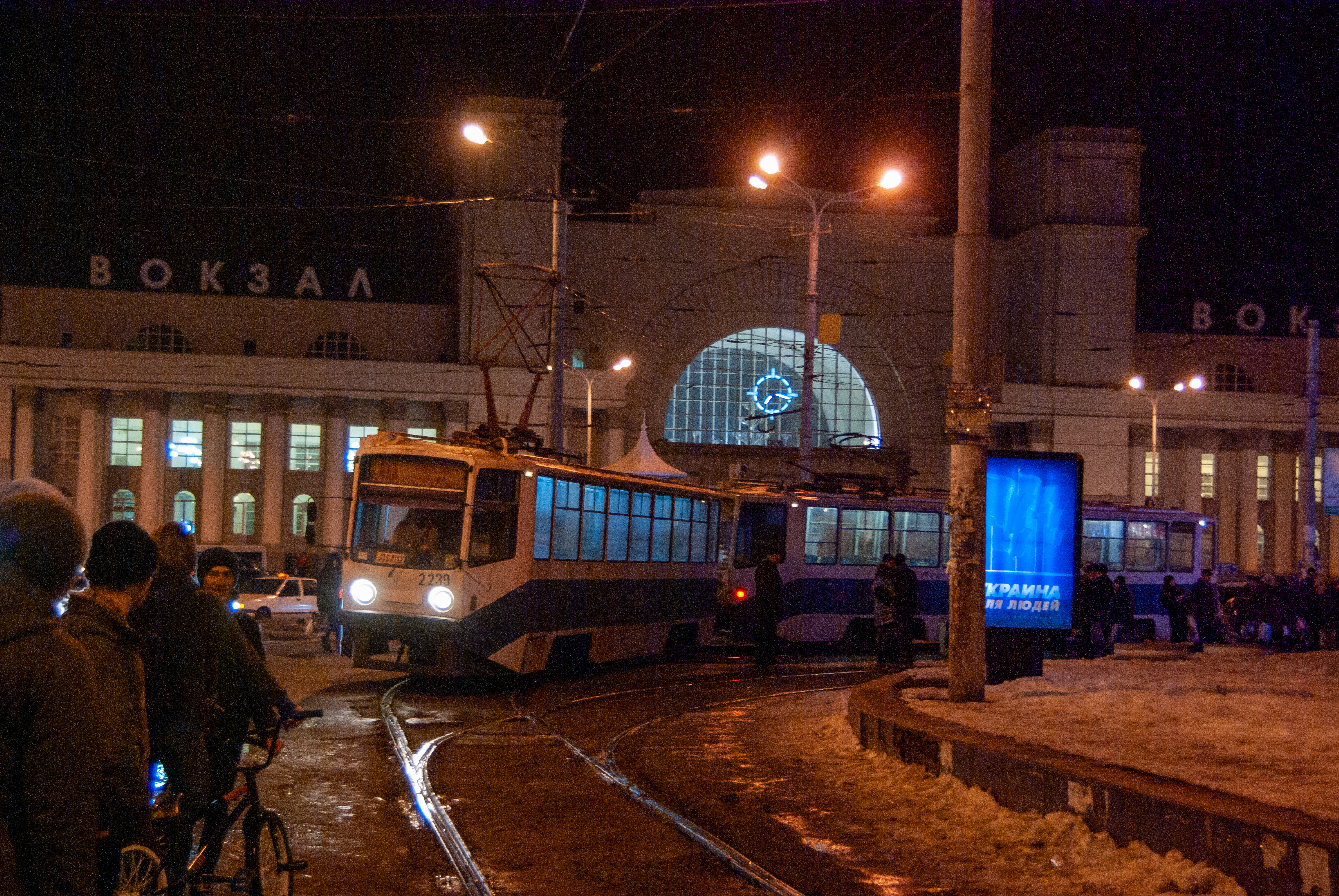

드니프로 홀로우니 역(우크라이나어: Дніпровський автовокзал)은 우크라이나 드니프로에 위치한 여객 철도역이다. 드니프로 중심부에 위치하며 드니프로와 키예프, 오데사, 하르키우, 리비우를 오가는 철도 노선이 운행되고 있다.

## 역사
1884년에 예카테리노슬라프 역(카테리노슬라우 역)으로 개업했으며 1926년 7월 20일에 예카테리노슬라프가 드니프로페트롭스크(드니프로페트로우스크)로 도시 이름을 바꾸면서 철도역 또한 드니프로페트롭스크 역(드니프로페트로우스크 역)으로 이름을 바꿨다.
제2차 세계 대전 시기에 파괴되었다가 1951년에 알렉세이 두시킨이 설계한 새 철도역이 건설되었다. 2016년 5월 19일에 드니프로페트로우스크가 드니프로로 도시 이름을 바꿨고 2017년 6월 29일을 기해 드니프로 홀로우니 역으로 이름을 바꿨다.